# Most Vasco da Gamy

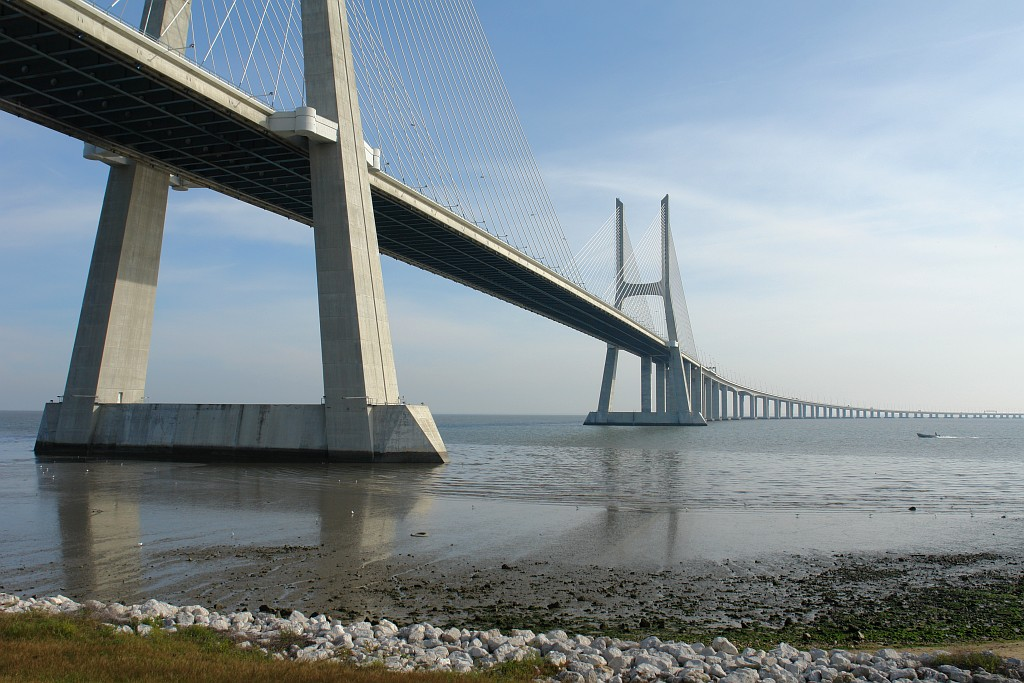
Widok na przęsło główne

Most Vasco da Gamy (port. Ponte Vasco da Gama) – most w Europie, który spina brzeg rzeki Tag w okolicach stolicy Portugalii, Lizbony (w miejscowości Sacavém) z miejscowością Montijo po drugiej stronie rzeki. Jego długość wynosi 17,2 km, w tym 0,829 km to przęsło główne, 11,5 km pozostałe przęsła nurtowe oraz 4,8 km to wiadukty dojazdowe i węzły. Most został zbudowany w celu odciążenia ruchu na jedynej działającej wcześniej przeprawie (Most 25 Kwietnia, port. Ponte 25 de Abril) łączącej Lizbonę z terenami po drugiej stronie Tagu oraz z autostradami.
Most został otwarty dla ruchu samochodowego 29 marca 1998, w czasie odbywających się międzynarodowych targów Expo ’98. Budowlę nazwano imieniem żeglarza Vasco da Gamy w pięćsetną rocznicę odkrycia przez niego drogi morskiej z Europy do Indii.

## Charakterystyka
Most składa się z sześciu pasów ruchu, na których obowiązuje ograniczenie prędkości, tak jak na autostradzie do 120 km/h, wyjątkiem jest jedna sekcja gdzie ograniczenie prędkości wynosi 100 km/h. W deszczowe, wietrzne lub mgliste dni prędkość na moście ograniczona jest do 90 km/h. W przypadku, gdy ruch samochodowy wzrośnie do 52 tys. samochodów na dobę liczba pasów ruchu może być rozbudowana do ośmiu.
Sekcje mostu
1. Północny wjazd – 945 m; połączenie z autostradą A12
2. Wiadukt północny – 488 m; 11 sekcji
3. Wiadukt „Expo” – 672 m; 12 sekcji
4. przęsło główne – rozpiętość pomiędzy pylonami: 420 m; zasięg z każdej strony pylonu: 203 m (łączna długość: 829 m); wysokość pylonów: 150 m; wysokość skrajni żeglownej: 45 m;
5. Wiadukt centralny – 6531 m; 80 prefabrykowanych 78 metrowych sekcji; 81 żelbetonowych pali o długości od 45 do 95 m; wysokość od 14 do 30 m
6. Wiadukt południowy – 3825 m; 84 prefabrykowanych 45 metrowych sekcji; 85 żelbetonowych pali
7. Południowy wjazd – 3895 m; połączenie z autostradą A1

Na północnej granicy mostu znajdują się bramki, gdzie jest pobierana opłata w wysokości 3.30 euro (stawka w 2025 roku) za samochód osobowy, na południowej granicy brak bramek.

## Historia budowy
Decyzję o budowie mostu podjęto w drugiej połowie 1991 roku. W przetargu ogłoszonym przez Rząd Portugalii wygrała grupa Lusoponte – konsorcjum składające się z firm portugalskich, francuskich i brytyjskich. Konsorcjum otrzymało koncesje na pobieranie opłat przez 40 lat, w czasie których koszty budowy mają się zwrócić.
Całkowity koszt przeprawy mostowej wraz z drogami dojazdowymi oraz węzłami przedmostowymi oszacowano na około 1 mld USD. Projekt finansowano z kilku źródeł: subwencje państwa – 9%, Fundusz Unii Europejskiej – 35%, kredyt Europejskiego Banku Inwestycyjnego – 33% na gwarancje z syndykatu banków portugalskich i czterech banków międzynarodowych, pożyczka z Europejskiej Wspólnoty Węgla i Stali – 4% oraz od udziałowców konsorcjum Lusoponte.
Trwałość mostu zaprojektowanego przez firmę GIE Novaponte wynosi 120 lat oraz charakteryzuje go odporność na wiatr o sile 250 km/h oraz
trzęsienie ziemi 4,5 razy silniejsze niż siła wstrząsu podczas trzęsienia ziemi z 1755 roku w Lizbonie.
Inwestycja była podzielona na cztery etapy, za każdą była odpowiedzialna inna firma, a nad wszystkim trzymało nadzór niezależne konsorcjum. Do pracy przy moście było zaangażowanych jednocześnie blisko 3300 robotników, którzy najpierw spędzili 18 miesięcy na przygotowaniach budowy, a dopiero kolejnych 18 miesięcy na budowie mostu.